# Talsperre Křimov
Die Talsperre Křimov (Vodní nádrž Křimov) ist eine Trinkwassertalsperre im tschechischen Teil des Erzgebirges.
Sie liegt einen Kilometer nordwestlich von Suchdol in der Gemeinde  Křimov auf 566 m über dem Meeresspiegel. Gestaute Gewässer sind der Křimovský potok und der Menhartický potok. Abflussgewässer ist der Křimovský potok, der unterhalb der Talsperre rechtsseitig in die Chomutovka mündet.
Zwei Kilometer nordöstlich liegt die Talsperre Kamenička und acht Kilometer südöstlich die Stadt Chomutov (Komotau).
Die Talsperre wurde zwischen 1953 und 1958 errichtet. Die westlich im Einzugsgebiet gelegenen Dörfer Stráž und Menhartice wurden 1958 aufgelöst. 1959 ging die Talsperre in Betrieb. Die Wasserfläche beträgt 10,4 ha, der Stausee fasst 1,48 Mio. m³ Wasser. Die Mauer besitzt eine Höhe von 41,29 m. Die Mauerkrone ist 201,2 m lang und 4 m breit.
Südlich des Stausees verläuft die Bahnstrecke Chomutov–Vejprty/Reitzenhain.